# Малобурлуцький заказник
Малобурлуцький — гідрологічний заказник місцевого значення. Об'єкт розташований на території Великобурлуцького району Харківської області, села Вільхуватка, Малий Бурлук.
Охороняється місце формування витоку р. Великий Бурлук, з багатою лучною та водно-болотною флорою та фауною.
Площа — 50 га, статус отриманий у 1998 році.